# Namea jimna
Namea jimna is een spinnensoort in de taxonomische indeling van de bruine klapdeurspinnen (Nemesiidae).
Namea jimna werd in 1984 beschreven door Raven.